# 鶴龍力三郎
鹤龍力三郎（日语：／ Kakuryō Rikisaburō，1985年8月10日—），本名曼嘎勒扎拉布·阿南德（羅馬化：Mangaljalavyn Anand），蒙古国蘇赫巴托省人，是一名日本引退大相扑力士，第71代横纲。
在2018年7月名古屋場所第6天休場，成為自1999年春場所以來（貴乃花光司、若乃花勝、曙太郎）沒有橫綱在位的場所。
在2020年3月首次無觀客場所，因大關豪榮道豪太郎在1月場所後確定將降為關脇並隨後宣布引退，以致於貴景勝光信成為唯一在位之大關，所以鶴龍在番付帳上被列為橫綱大關。
在2021年3月24日，日本相撲協會發佈橫綱鶴龍力三郎正式引退的消息。引退後利用「橫綱五年年寄」的特權襲名「鶴龍」出任年寄。
在2023年6月3日正式舉行斷髮式。
在2023年12月27日，繼承年寄「音羽山」，成為部屋管理人。

## 個人
在2020年12月10日，鶴龍力三郎正式得到日本國籍。
他在2015年與一位蒙古女子Dashnyam Munkhzaya結婚，有兩女一子。

## 戰績

### 生涯战绩
- 生涯战绩：785勝497敗221休（114場所）
- 幕内战绩：645勝394敗221休（84場所）
- 横纲战绩：266勝117敗217休（40場所）

### 优胜
- 幕内优胜：6回（2014年3月场所、2015年9月场所、2016年11月场所、2018年3月場所、2018年5月場所、2019年7月場所）
- 三段目优胜：1回（2004年7月场所）

### 三赏、金星
- 三赏：9回
  - 殊勋赏：2回（2012年1月场所、2012年3月场所）
  - 敢斗赏：无
  - 技能赏：7回（2008年1月场所、2009年3月场所、2009年5月场所、2009年9月场所、2010年7月场所、2011年5月场所、2012年3月场所）
- 金星：无

### 各場所戰績
| | 1月場所 初場所（東京） | 3月場所 春場所（大阪） | 5月場所 夏場所（東京） | 7月場所 名古屋場所（愛知） | 9月場所 秋場所（東京） | 11月場所 九州場所（福岡） |
| --- | ---------------------- | ---------------------- | ---------------------- | -------------------------- | ---------------------- | ------------------------- |
| 2001年 （平成13年） | x                      | x                      | x                      | x                          | x                      | （前相撲）                |
| 2002年 （平成14年） | 西 序之口 #32 5–2      | 西 序二段 #97 4–3      | 東 序二段 #74 5–2      | 西 序二段 #32 6–1          | 東 三段目 #70 5–2      | 西 三段目 #40 1–6         |
| 2003年 （平成15年） | 西 三段目 #76 2–5      | 東 序二段 #4 4–3       | 東 三段目 #87 3–4      | 東 序二段 #5 5–2           | 西 三段目 #70 3–4      | 西 三段目 #86 6–1         |
| 2004年 （平成16年） | 東 三段目 #25 4–3      | 西 三段目 #13 4–3      | 東 三段目 #3 3–4       | 西 三段目 #17 優勝 7–0     | 西 幕下 #14 1–6        | 西 幕下 #35 4–3           |
| 2005年 （平成17年） | 西 幕下 #27 4–3        | 西 幕下 #21 5–2        | 西 幕下 #12 4–3        | 西 幕下 #7 4–3             | 東 幕下 #5 5–2         | 西 十兩 #14 5–10          |
| 2006年 （平成18年） | 東 幕下 #3 5–2         | 西 十兩 #11 9–6        | 西 十兩 #8 9–6         | 東 十兩 #4 9–6             | 西 十兩 #1 9–6         | 西 前頭 #8 8–7            |
| 2007年 （平成19年） | 東 前頭 #8 6–9         | 西 前頭 #11 9–6        | 西 前頭 #5 6–9         | 東 前頭 #8 9–6             | 西 前頭 #2 7–8         | 東 前頭 #3 4–11           |
| 2008年 （平成20年） | 東 前頭 #8 11–4 技     | 西 前頭 #1 6–9         | 西 前頭 #3 5–10        | 西 前頭 #7 8–7             | 東 前頭 #5 7–8         | 東 前頭 #6 5–6–4          |
| 2009年 （平成21年） | 西 前頭 #8 9–6         | 西 前頭 #1 10–5 技     | 東 小結 9–6 技         | 東 關脇 5–10               | 西 前頭 #3 11–4 技     | 西 關脇 7–8               |
| 2010年 （平成22年） | 西 小結 7–8            | 東 前頭 #1 6–9         | 東 前頭 #3 6–9         | 西 前頭 #6 11–4 技         | 西 小結 9–6            | 西 關脇 7–8               |
| 2011年 （平成23年） | 西 小結 8–7            | 作假醜聞 比賽取消      | 東 小結 12–3 技        | 西 關脇 #2 10–5            | 東 關脇 #2 9–6         | 西 關脇 10–5              |
| 2012年 （平成24年） | 東 關脇 10–5 殊        | 東 關脇 13–2 殊技      | 西 大關 #3 8–7         | 西 大關 #3 9–6             | 西 大關 #3 11–4        | 東 大關 #1 9–6            |
| 2013年 （平成25年） | 西 大關 #1 8–7         | 東 大關 #2 8–7         | 西 大關 #1 10–5        | 東 大關 #2 10–5            | 西 大關 #1 9–6         | 東 大關 #2 9–6            |
| 2014年 （平成26年） | 西 大關 #1 14–1        | 東 大關 #1 14–1        | 東 横綱 #2 9–6         | 東 横綱 #2 11–4            | 西 横綱 11–4           | 西 横綱 12–3              |
| 2015年 （平成27年） | 西 横綱 10–5           | 東 横綱 #2 0–1–14      | 東 横綱 #2 休場 0–0–15 | 東 横綱 #2 12–3            | 西 横綱 12–3           | 東 横綱 9–6               |
| 2016年 （平成28年） | 東 横綱 #2 10–5        | 東 横綱 #2 10–5        | 西 横綱 11–4           | 西 横綱 2–2–11             | 東 横綱 #2 10–5        | 西 横綱 14–1              |
| 2017年 （平成29年） | 東 横綱 5–6–4          | 西 横綱 10–5           | 西 横綱 1–4–10         | 西 横綱 #2 2–2–11          | 西 横綱 #2 休場 0–0–15 | 西 横綱 #2 休場 0–0–15    |
| 2018年 （平成30年） | 東 横綱 #2 11–4        | 東 横綱 13–2           | 東 横綱 14–1           | 東 横綱 3–3–9              | 東 横綱 10–5           | 西 横綱 休場 0–0–15       |
| 2019年 （令和元年） | 東 横綱 #2 2–4–9       | 西 横綱 10–5           | 西 横綱 11–4           | 東 横綱 14–1               | 東 横綱 4–4–7          | 東 横綱 0–1–14            |
| 2020年 （令和2年） | 西 横綱 1–4–10         | 西 横綱大關 12–3       | 新冠肺炎肆虐 比賽取消  | 西 横綱 0–2–13             | 西 横綱 休場 0–0–15    | 西 横綱 休場 0–0–15       |
| 2021年 （令和3年） | 西 横綱 休場 0–0–15    | 西 横綱 引退 –         | x                      | x                          | x                      | x                         |
| 各欄数字按「勝-負-休場」表示。 優勝 引退 十兩･幕下 三賞：敢=敢鬬賞、殊=殊勛賞、技=技能賞 其他：★=金星 番付階級：幕内 - 十兩 - 幕下 - 三段目 - 序二段 - 序之口 幕内序列：横綱 - 大關 - 關脅 - 小結 - 前頭（「#数字」为出场顺序） |                        |                        |                        |                            |                        |                           |

## 註解
1. ↑  .   [2021-01-12]. （原始内容存档于2021-03-15）.
2. ↑  . NHK. 2021-03-24  [2021-03-25]. （原始内容存档于2021-03-26） （日语）.
3. ↑  . szumo.hu.   [2007-09-24]. （原始内容存档于2012-09-16） （英语）.
4. ↑  右膝内側側副靱帯損傷により11日目から途中休場
5. 1 2  白鵬と優勝決定戦
6. ↑  左肩腱板損傷により初日不戦敗・休場
7. ↑  左肩腱板損傷により全休
8. ↑  照ノ富士と優勝決定戦
9. ↑  腰椎椎間板症により4日目から途中休場
10. ↑  頸椎斜角筋損傷、左肩鎖関節脱臼により11日目から途中休場
11. ↑  右肘關節炎而在第六天休場